# Sharon Firisua
Sharon Firisua (Auki, 15 dicembre 1993) è una mezzofondista e siepista salomonese.
Ha rappresentato le Isole Salomone ai Giochi olimpici di Rio de Janeiro 2016 nei 5000 metri piani.

## Palmarès
| Anno | Manifestazione           | Sede           | Evento         | Risultato | Prestazione | Note             |
| ---- | ------------------------ | -------------- | -------------- | --------- | ----------- | ---------------- |
| 2013 | Campionati oceaniani     | Papeete        | 1500 m piani   | 4ª        | 4'58"45     |                  |
| 2013 | Campionati oceaniani     | Papeete        | 5000 m piani   | Oro       | 19'41"23    |                  |
| 2013 | Campionati oceaniani     | Papeete        | 3000 m siepi   | Argento   | 12'20"57    |                  |
| 2013 | Mini-Giochi del Pacifico | Mata Utu       | 5000 m piani   | Argento   | 19'47"62    |                  |
| 2013 | Mini-Giochi del Pacifico | Mata Utu       | 3000 m siepi   | Argento   | 12'40"57    |                  |
| 2013 | Mini-Giochi del Pacifico | Mata Utu       | Mezza maratona | Oro       | 1h38'04"    |                  |
| 2014 | Campionati oceaniani     | Avarua         | 5000 m piani   | Oro       | 18'59"07    |                  |
| 2014 | Campionati oceaniani     | Avarua         | 10000 m piani  | Oro       | 39'06"25    |                  |
| 2014 | Giochi del Commonwealth  | Glasgow        | 5000 m piani   | 17ª       | 18'45"18    | Record nazionale |
| 2015 | Campionati oceaniani     | Cairns         | 5000 m piani   | Oro       | 18'35"51    |                  |
| 2015 | Campionati oceaniani     | Cairns         | 3000 m siepi   | Bronzo    | 11'27"42    |                  |
| 2015 | Giochi del Pacifico      | Port Moresby   | 5000 m piani   | Oro       | 18'20"09    |                  |
| 2015 | Giochi del Pacifico      | Port Moresby   | 10000 m piani  | Oro       | 38'33"04    |                  |
| 2015 | Giochi del Pacifico      | Port Moresby   | Mezza maratona | Oro       | 1h29'26"    |                  |
| 2016 | Giochi olimpici          | Rio de Janeiro | 5000 m piani   | Batteria  | 18'01"62    |                  |
| 2017 | Campionati oceaniani     | Suva           | 5000 m piani   | Bronzo    | 18'08"05    |                  |
| 2017 | Campionati oceaniani     | Suva           | 10000 m piani  | Oro       | 37'54"60    | Record nazionale |
| 2017 | Mini-Giochi del Pacifico | Port Vila      | 5000 m piani   | Oro       | 18'28"81    |                  |
| 2017 | Mini-Giochi del Pacifico | Port Vila      | 10000 m piani  | Oro       | 39'25"94    |                  |
| 2017 | Mini-Giochi del Pacifico | Port Vila      | Mezza maratona | Oro       | 1h27'31"    |                  |
| 2018 | Giochi del Commonwealth  | Gold Coast     | 5000 m piani   | 19ª       | 18'52"57    |                  |
| 2019 | Campionati oceaniani     | Townsville     | 5000 m piani   | Oro       | 18'35"51    |                  |
| 2019 | Campionati oceaniani     | Townsville     | 3000 m siepi   | Bronzo    | 11'27"42    |                  |
| 2019 | Giochi del Pacifico      | Apia           | 5000 m piani   | 4ª        | 19'39"29    |                  |
| 2019 | Giochi del Pacifico      | Apia           | 10000 m piani  | Oro       | 41'19"92    |                  |
| 2019 | Giochi del Pacifico      | Apia           | Mezza maratona | Bronzo    | 1h32'36"    |                  |
| 2021 | Giochi olimpici          | Tokyo          | Maratona       | 72ª       | 3h02'10"    | Record nazionale |
| 2022 | Giochi del Commonwealth  | Birmingham     | Maratona       | 15ª       | 3h02'07"    |                  |